# Idea leuconoe
Idea leuconoe är en stor vit och svart fjäril som förekommer i Sydostasien och tillhör familjen praktfjärilar. Den är en av de fjärilsarter som ofta visas upp i fjärilshus. Artens naturliga habitat är låglänta regnskogar och mangroveskogar. Många underarter finns beskrivna, varav flera bara finns på enstaka öar. Det finns en viss osäkerhet angående artens taxonomi och det kan vara så den egentligen utgör ett artkomplex. Påfallande är exempelvis skillnader mellan de olika underarternas larver.

## Kännetecken

### Imago
Fjärilen har ett vingspann på 95-115 millimeter. Vingarna är vita med svara ådror och svarta fläckar. Vingarna är något transparenta, och då fjärilen flyger i skogen ser det när ljuset mellan träden faller på dem nästan ut som om det skiner genom vingarna. På framvingarna finns längs framkanten ungefär vid mitten av vingen en större svart fläck och bakom denna finns ytterligare en större svart fläck, dock något mindre än den första fläcken. Vingarnas kanter är svarta, fjärilen har ytterst på vingarna nästan som en mörk bård med vita fläckar.

### Ägg
Äggen är ovala, lite gulaktiga eller ljust rosafärgade.

### Larv
Utseendet på larven varierar en del mellan underarterna, men generellt är de tvärrandiga i svart och vitt och har röda fläckar längs sidorna. Larven kännetecknas även av att den har några pariga köttiga utskott på kroppen.
Larvens näringsväxter är arter ur släktet Parsonia i familjen oleanderväxter (Apocynaceae), bland dessa Parsonsia helicandra, Parsonsia spiralis och Parsonsia laevigata, samt Cynanchum formosanum och Tylophora hispida. Dessa växter innehåller ämnen som gör arten osmaklig för predatorer, till exempel fåglar.

### Puppa
Puppan är orangegulaktig till gyllengul i färgen med svarta prickar och fläckar.

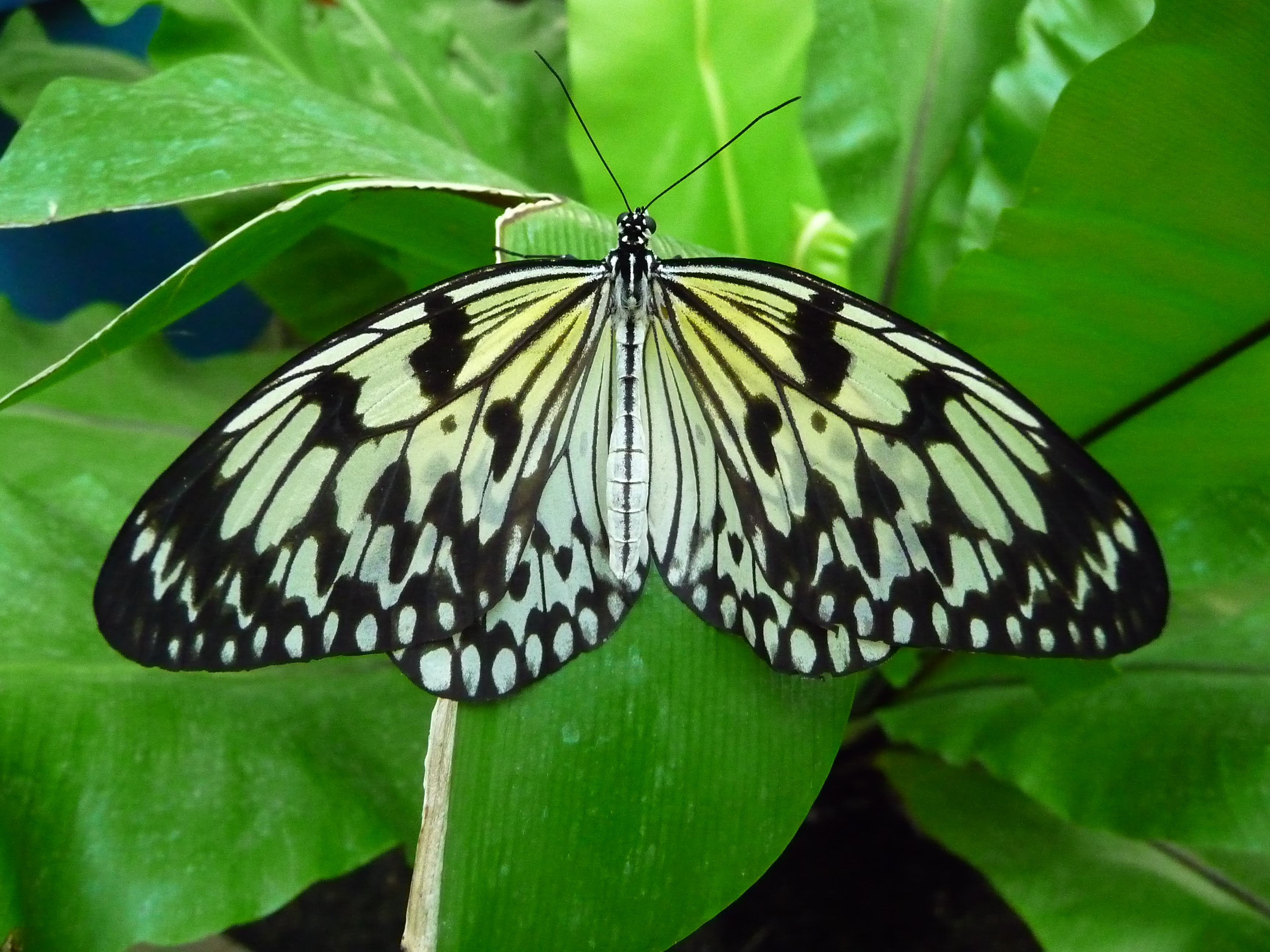
Fjäril med vingarna utslagna.
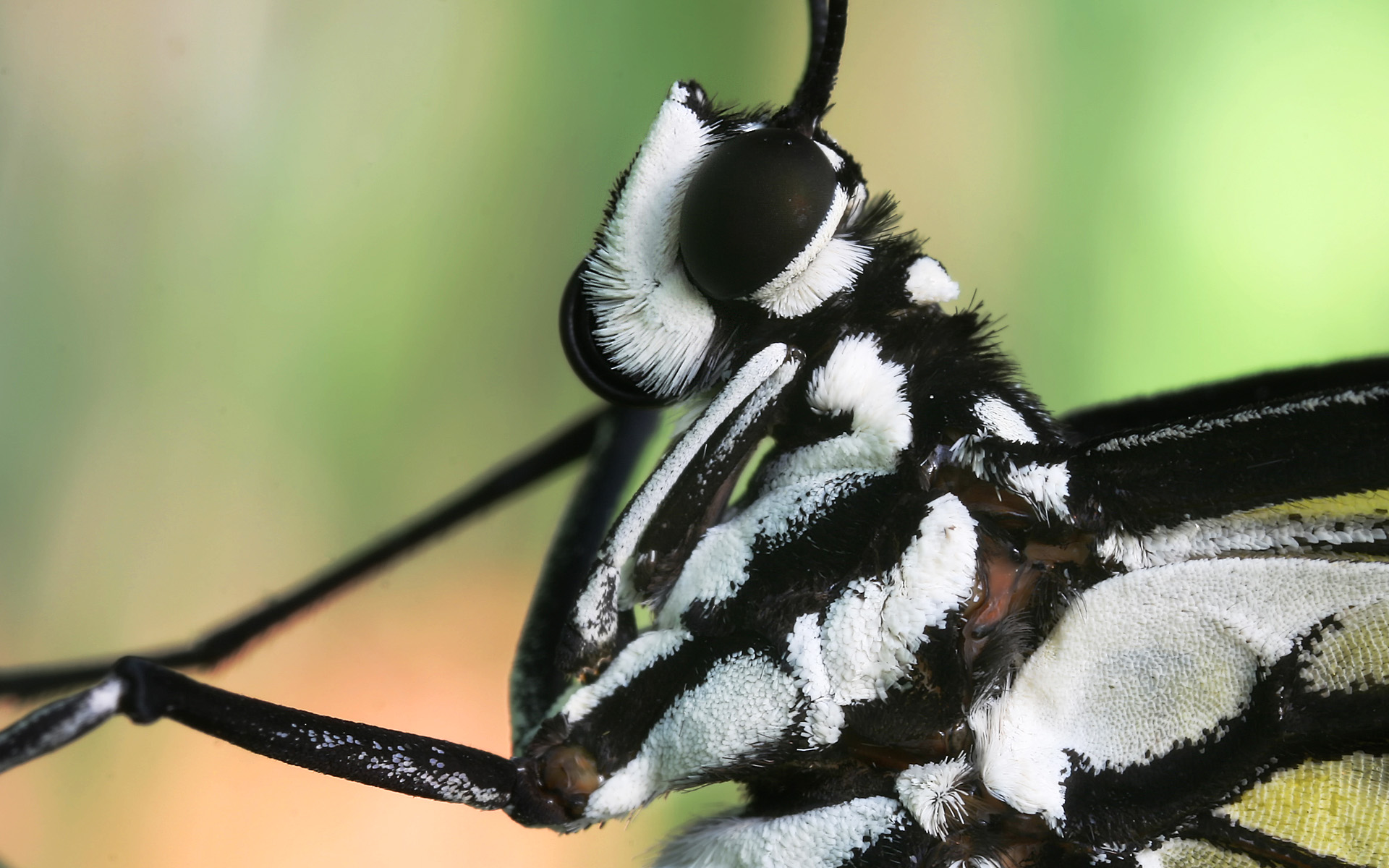
Närbild på fjärilen.
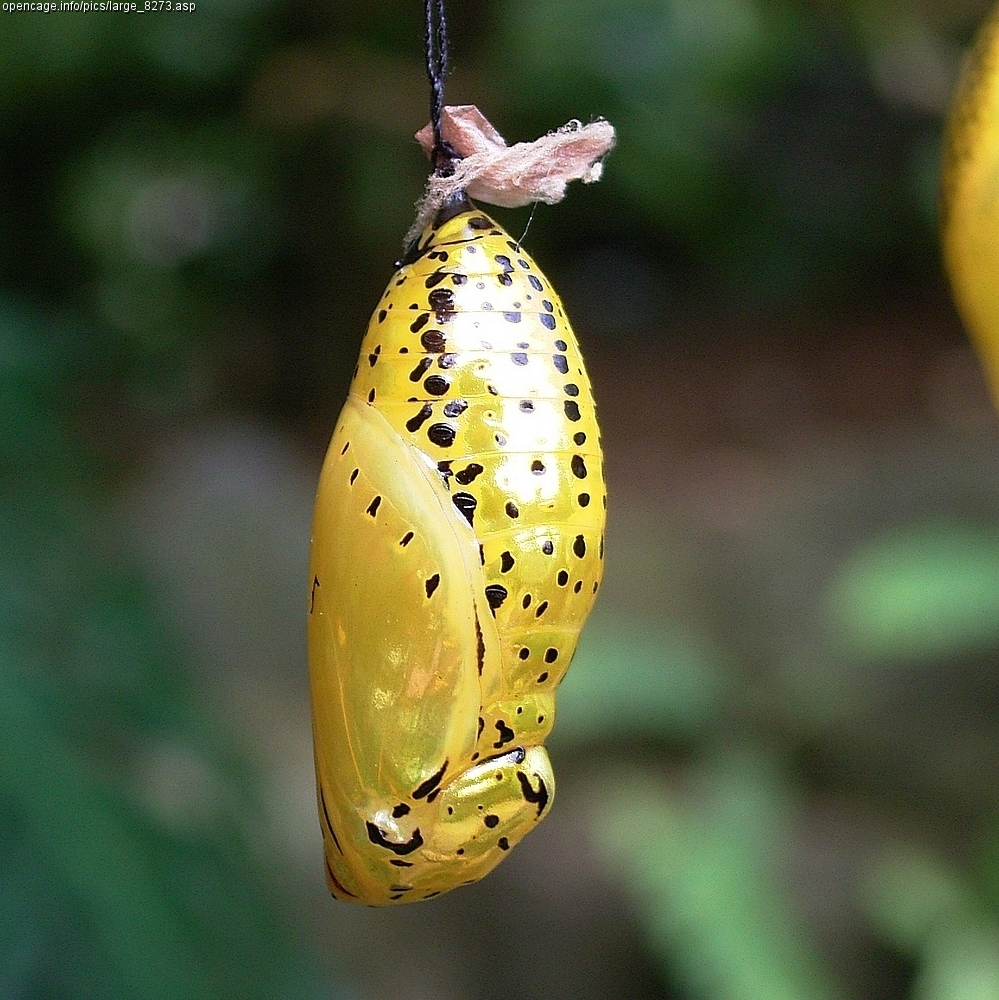
Puppa.